# Река в овраге Орловский
Безымянная река в овраге Орловский (Орлов) находится в России, протекает по территории Волжского района Самарской области, Красноглинского и Кировского районов Самары. Иногда её называют река Орловка.

## География
Истоки реки лежат к западу от посёлка Красный Пахарь. Устье реки находится к юго-западу от района Юнгородок. Длина реки составляет 21 км, площадь водосборного бассейна — 107 км².
В посёлке Зубчаниновка в 1961 году построен Орловский мост по Аэропортовскому шоссе, в 1980 году автомобильный мост по улице Чекистов.

## Данные водного реестра
По данным государственного водного реестра России относится к Нижневолжскому бассейновому округу, водохозяйственный участок реки — Самара от водомерного поста у села Елшанка до города Самара (выше города), без реки Большой Кинель. Речной бассейн реки — Волга от верховий Куйбышевского вдхр. до впадения в Каспий.
Код объекта в государственном водном реестре — 11010001112112100008665.